# Наташа Поплавска
Наташа Поплавска (на македонска литературна норма: Наташа Поплавска) е северномакедонска режисьорка.

## Биография
Родена е в 1971 година в Скопие, тогава в Социалистическа република Македония, днес в Северна Македония, в семейство с балетни традиции. Завършва Факултета за драматични изкуства на Скопския университет и след това в 2010 година завършва магистратува в Шефийлдския университет в областта на маркетинга в съвременния театър. Режисьорската кариера на Поплавска започва още в студентските ѝ дни, когато в 1995 година заедно с колегата си Синиша Евтимов поставят драмата „Едмънд“ на Дейвид Мамет в Македонския народен театър. Това е първата театрална постановка в Северна Македония, режисирана от студенти. В 2000 година тя режисира „Синята стая“ на Дейвид Хер, продуцирана от Асоциацията за културно развитие „Артемида“. В 2014 година в Театър Комедия режисира пиесата на Аристофан „Лизистрата“. В същата година в Македонската опера и балет, заедно с хореографа Игор Киров, създава модерния балет „14 часа“.
Поставя много пиеси и балети, както и мюзикъли на сцената на Македонския народен театър. В септември 2015 година поставя мюзикъла „Чикаго“ в Скопие, който е първата местна продукция на откупен лицензиран мюзикъл, поставян за северномакедонската публика. В 2018 година поставя мюзъкълът „Мамма миа!“ в Македонския народен театър, който жъне бурен успех сред публиката и критиците.